# Jörg Hamburger
Jörg Hamburger, auch Joerg Hamburger (* 1935 in Olten; † 2014 in Dietikon) war ein Schweizer Grafikdesigner, Typograf, Plakatgestalter und Lehrer.

## Leben und Werk
Jörg Hamburger studierte von 1950 bis 1954 in der Fachklasse für Grafik an der Allgemeinen Gewerbeschule Basel (AGS). Zu seinen Lehrern zählten Armin Hofmann, Emil Ruder und Donald Brun. Nach seinem Abschluss arbeitete er 1955 in der Dekorationsabteilung der Bally-Schuhwerke in Schönenwerd. Auf Vermittlung von Armin Hofmann wechselte Jörg Hamburger schon nach einem Jahr in die «Propaganda-Abteilung» der J. R. Geigy AG in Basel. Während seiner Zeit bei Geigy entwickelte er unter seinem Atelierchef Max Schmid seinen reduzierten, konstruktivistischen und funktionalen Grafikstil und experimentierte mit fotografischen Techniken. Neben Jörg Hamburger gehörten Nelly Rudin, Igildo G. Biesele, Karl Gerstner und Gottfried Honegger zu den frühen Geigy-Grafikern.
Von 1958 bis 1960 war Jörg Hamburger Assistent bei Josef Müller-Brockmann und unterstützte ihn bei seiner Lehrtätigkeit an der Kunstgewerbeschule Zürich (heute Zürcher Hochschule der Künste, ZHdK). 1960 unterrichtete er eigenständig an der Schule in der Fotoklasse das Fach Typografie, und ab Mitte der 1960er Jahre unterrichtete er auch Typografie und Grafik in den Innenarchitekturklassen und Schrift im Vorkurs. Vom Kunstgewerbemuseum Zürich KGMZ (heute Museum für Gestaltung Zürich MfGZ) erhielt er von 1960 bis 1992 regelmässig Grafikaufträge für die Gestaltung von Plakaten und Ausstellungskatalogen.
1960 gründete Jörg Hamburger zusammen mit dem Architekten Alf Aebersold und dem Produktdesigner Herbert Merz die «Gruppe 3». Die Gruppe war ihrer Zeit voraus und übernahm komplexe Gestaltungsaufträge mit einem interdisziplinären Ansatz. 1967 löste sich die Gruppe auf. Als wegweisende Arbeit der Gruppe gilt ihr Ausstellungskonzept «Modellfall Citroën – Produktgestaltung und Werbung» für das Kunstgewerbemuseum Zürich 1967.
1977 begann eine freundschaftliche und fruchtbare Zusammenarbeit zwischen Jörg Hamburger und Georg Staehelin bis zu Hamburgers Tod 2014. Gemeinsam führten sie Grafikaufträge für das Museum für Gestaltung Zürich aus. Claude Lichtenstein schrieb über diese Partnerschaft: «Die Paarung Hamburger–Staehelin galt im Museum für Gestaltung Zürich (MfGZ) als eine Garantie für Qualität und Sorgfalt in Plakaten und Katalogen. Sie teilten dieselben Grundauffassungen von Gestaltung.»
Parallel zu seinen grafischen Auftragsarbeiten als freischaffender Grafikdesigner (1960 bis 2007) unterrichtete Jörg Hamburger vierzig Jahre – von 1958 bis 1998 – an der Kunstgewerbeschule Zürich.
Für sein Schaffen wurde Jörg Hamburger 2014 mit dem Kulturpreis der Stadt Dietikon geehrt.